# Campeonato Bielorrusso de Patinação Artística no Gelo
O Campeonato Bielorrusso de Patinação Artística no Gelo é uma competição nacional anual de patinação artística no gelo da Bielorrússia. Os patinadores competem em cinco eventos, individual masculino, individual feminino, dança no gelo, e patinação sincronizada.
A competição determina os campeões nacionais e os representantes da Bielorrússia em competições internacionais como Campeonato Mundial, Campeonato Mundial Júnior, Campeonato Europeu e os Jogos Olímpicos de Inverno.

## Edições
| Ano (Edição) | Cidade sede | Sênior | Sênior | Sênior | Sênior | Sênior | Ref           |
| Ano (Edição) | Cidade sede | M      | F      | P      | D      | S      | Ref           |
| ------------ | ----------- | ------ | ------ | ------ | ------ | ------ | ------------- |
| 1988–89      |             | —      | •      | —      | —      | —      | [ 1 ]         |
| 1989–90      |             | —      | •      | —      | —      | —      | [ 1 ]         |
| 1990–91      |             | —      | •      | —      | —      | —      | [ 1 ]         |
| 1991–92      |             | —      | •      | —      | —      | —      | [ 1 ]         |
| 1992–93      |             | •      | •      | —      | —      | —      | [ 1 ]         |
| 1993–94      |             | —      | •      | •      | •      | —      | [ 1 ]         |
| 1994–96      |             | —      | —      | —      | —      | —      |               |
| 1996–97      |             | •      | —      | —      | •      | —      | [ 2 ]         |
| 1997–98      |             | —      | —      | —      | •      | —      | [ 1 ]         |
| 1998–00      |             | —      | —      | —      | —      | —      |               |
| 2000–01      |             | •      | •      | •      | •      | –      | [ 3 ]         |
| 2001–02      |             | •      | •      | –      | •      | –      | [ 4 ]         |
| 2002–03      |             | •      | •      | –      | •      | –      | [ 5 ]         |
| 2003–04      |             | •      | •      | –      | •      | –      | [ 6 ]         |
| 2004–05      |             | •      | •      | –      | •      | –      | [ 7 ]         |
| 2005–06      |             | •      | •      | •      | •      | •      | [ 8 ]         |
| 2006–07      |             | •      | •      | •      | •      | •      | [ 9 ]         |
| 2007–08      |             | •      | •      | –      | •      | •      | [ 10 ]        |
| 2008–09      |             | •      | •      | •      | •      | –      | [ 11 ]        |
| 2009–10      |             | •      | •      | •      | •      | •      | [ 12 ]        |
| 2010–11      | Minsk       | •      | •      | •      | •      | •      | [ 13 ] [ 14 ] |
| 2011–12      |             | •      | •      | •      | •      | •      | [ 15 ]        |
| 2012–13      |             | •      | •      | •      | •      | –      | [ 16 ]        |
| 2013–14      | Minsk       | •      | •      | •      | •      | –      | [ 17 ]        |
| 2014–15      | Minsk       | •      | •      | •      | •      | –      | [ 18 ]        |
| 2015–16      | Minsk       | •      | •      | •      | •      | –      | [ 19 ]        |
| 2016–17      | Minsk       | •      | •      | •      | •      | –      | [ 20 ]        |
| 2017–18      | Minsk       | •      | •      | –      | •      | –      | [ 21 ]        |

## Lista de medalhistas

### Individual masculino
| Evento                   | Ouro                | Prata                   | Bronze                  |
| 1992–93                  | Alexander Murashko  | ?                       | ?                       |
| 1993–94                  | ?                   | ?                       | ?                       |
| 1994–95                  | Alexander Murashko  | ?                       | ?                       |
| 1995–96                  | Alexander Murashko  | ?                       | ?                       |
| 1996–97                  | Alexander Murashko  | ?                       | ?                       |
| 1997–00                  | ?                   | ?                       | ?                       |
| 2000–01 (detalhes)       | Sergei Davydov      | Igor Rolinski           | Sergei Shiljev          |
| 2001–02 (detalhes)       | Sergei Davydov      | nenhum outro competidor | nenhum outro competidor |
| 2002–03 (detalhes)       | Sergei Davydov      | Sergei Shiliaev         | Dmitri Molochnikov      |
| 2003–04 (detalhes)       | Sergei Davydov      | Sergei Shiliaev         | Pavel Kersha            |
| 2004–05 (detalhes)       | Sergei Davydov      | Alexandr Kazakov        | Sergei Shiliaev         |
| 2005–06 (detalhes)       | Sergei Davydov      | Alexandr Kazakov        | Sergei Shiliaev         |
| 2006–07 (detalhes)       | Sergei Davydov      | Alexandr Kazakov        | Dmitri Kagirov          |
| 2007–08 (detalhes)       | Sergei Davydov      | Alexandr Kazakov        | Dmitri Kagirov          |
| 2008–09 (detalhes)       | Alexandr Kazakov    | Dmitri Kagirov          | Mikhail Karaliuk        |
| 2009–10 (detalhes)       | Alexandr Kazakov    | Pavel Ignatenko         | Vitali Luchenok         |
| Minsk 2010–11 (detalhes) | Vitali Luchenok     | Aliaksei Mialiokhin     | Mikhail Karaliuk        |
| 2011–12 (detalhes)       | Mikhail Karaliuk    | Vitali Luchenok         | Dmitri Kagirov          |
| 2012–13 (detalhes)       | Pavel Ignatenko     | Mikhail Karaliuk        | Dmitri Kagirov          |
| Minsk 2013–14 (detalhes) | Pavel Ignatenko     | Mikhail Karaliuk        | Vitali Luchenok         |
| Minsk 2014–15 (detalhes) | Pavel Ignatenko     | Anton Karpuk            | Vitali Luchenok         |
| Minsk 2015–16 (detalhes) | Aliaksei Mialiokhin | Pavel Ignatenko         | Jakau Zenko             |
| Minsk 2016–17 (detalhes) | Anton Karpuk        | Aliaksei Mialiokhin     | Yauheni Puzanau         |
| Minsk 2017–18 (detalhes) | Yakov Zenko         | Anton Karpuk            | Evgenij Puzanov         |

### Individual feminino
| Evento                   | Ouro                   | Prata                     | Bronze                    |
| 1988–89                  | Inna Ovsiannikova      | ?                         | ?                         |
| 1989–90                  | Inna Ovsiannikova      | ?                         | ?                         |
| 1990–91                  | Inna Ovsiannikova      | ?                         | ?                         |
| 1991–92                  | Inna Ovsiannikova      | ?                         | ?                         |
| 1992–93                  | Inna Ovsiannikova      | ?                         | ?                         |
| 1993–94                  | Inna Ovsiannikova      | ?                         | ?                         |
| 1994–00                  | ?                      | ?                         | ?                         |
| 2000–01 (detalhes)       | Julia Soldatova        | Jana Zarovskaya           | Kristina Michailova       |
| 2001–02 (detalhes)       | Julia Soldatova        | nenhuma outra competidora | nenhuma outra competidora |
| 2002–03 (detalhes)       | Evgenia Melnik         | Kristina Mikhailova       | Valeria Yaroshevich       |
| 2003–04 (detalhes)       | Evgenia Melnik         | Julia Sheremet            | Kristina Mikhailova       |
| 2004–05 (detalhes)       | Evgenia Melnik         | Julia Sheremet            | Kristina Mikhailova       |
| 2005–06 (detalhes)       | Julia Sheremet         | Kristina Mikhailova       | Yuna Drobyshevskaya       |
| 2006–07 (detalhes)       | Kristina Mikhailova    | Julia Sheremet            | Katsiaryna Pakhamovich    |
| 2007–08 (detalhes)       | Julia Sheremet         | Victoria Liakhava         | Katsiarina Pakhamovich    |
| 2008–09 (detalhes)       | Victoria Liakhava      | Julia Sheremet            | Katsiarina Pakhamovich    |
| 2009–10 (detalhes)       | Katsiarina Pakhamovich | Victoria Liakhava         | Anastasia Gribko          |
| Minsk 2010–11 (detalhes) | Nastassia Hrybko       | Ksenia Bakusheva          | Victoria Liakhava         |
| 2011–12 (detalhes)       | Kristina Zakharanka    | Ksenia Bakusheva          | Victoria Liakhava         |
| 2012–13 (detalhes)       | Kristina Zakharanka    | Victoria Liakhava         | Janina Makeenka           |
| Minsk 2013–14 (detalhes) | Daria Batura           | Janina Makeenka           | Ksenia Bakusheva          |
| Minsk 2014–15 (detalhes) | Janina Makeenka        | Elizaveta Avsyukevich     | Daria Batura              |
| Minsk 2015–16 (detalhes) | Janina Makeenka        | Daria Batura              | Maria Saldakaeva          |
| Minsk 2016–17 (detalhes) | Hanna Paroshina        | Lizaveta Malinovskaya     | Janina Makeenka           |
| Minsk 2017–18 (detalhes) | Aleksandra Chepeleva   | Mariya Saldakaeva         | Elizaveta Malinovskaya    |

### Duplas
| Evento                   | Ouro                                    | Prata                              | Bronze                      |
| 1993–94                  | Elena Grigoreva Sergei Sheiko           | ?                                  | ?                           |
| 1994–00                  | ?                                       | ?                                  | ?                           |
| 2000–01 (detalhes)       | Alexandra Ivanova Evgeni Kapitulets     | nenhum outro competidor            | nenhum outro competidor     |
| 2001–05                  | Não houve disputa de duplas             | Não houve disputa de duplas        | Não houve disputa de duplas |
| 2005–06 (detalhes)       | Anastasia Savrilskaya Nikolai Kamenchuk | nenhum outro competidor            | nenhum outro competidor     |
| 2006–07 (detalhes)       | Anastasia Savrilskaya Nikolai Kamenchuk | nenhum outro competidor            | nenhum outro competidor     |
| 2007–08                  | Não houve disputa de duplas             | Não houve disputa de duplas        | Não houve disputa de duplas |
| 2008–09 (detalhes)       | Alexandra Tetenko Nikolai Kamenchuk     | nenhum outro competidor            | nenhum outro competidor     |
| 2009–10 (detalhes)       | Lubov Bakirova Mikalai Kamianchuk       | nenhum outro competidor            | nenhum outro competidor     |
| Minsk 2010–11 (detalhes) | Lubov Bakirova Mikalai Kamianchuk       | Maria Paliakova Mikhail Fomichev   | nenhum outro competidor     |
| 2011–12 (detalhes)       | Lubov Bakirova Mikalai Kamianchuk       | Maria Paliakova Mikhail Fomichev   | nenhum outro competidor     |
| 2012–13 (detalhes)       | Maria Paliakova Nikita Bochkov          | nenhum outro competidor            | nenhum outro competidor     |
| Minsk 2013–14 (detalhes) | Maria Paliakova Nikita Bochkov          | nenhum outro competidor            | nenhum outro competidor     |
| Minsk 2014–15 (detalhes) | Maria Paliakova Nikita Bochkov          | Tatyana Danilova Nikolaj Kamenchuk | nenhum outro competidor     |
| Minsk 2015–16 (detalhes) | Tatyana Danilova Nikolaj Kamenchuk      | nenhum outro competidor            | nenhum outro competidor     |
| Minsk 2016–17 (detalhes) | Tatyana Danilova Nikolaj Kamenchuk      | nenhum outro competidor            | nenhum outro competidor     |
| 2017–18                  | Não houve disputa de duplas             | Não houve disputa de duplas        | Não houve disputa de duplas |

### Dança no gelo
| Evento                   | Ouro                                 | Prata                                | Bronze                             |                         |
| 1993–94                  | Tatiana Navka Samvel Gezalian        | ?                                    | ?                                  |                         |
| 1994–96                  | ?                                    | ?                                    | ?                                  |                         |
| 1996–97                  | Tatiana Navka Nikolai Morozov        | ?                                    | ?                                  |                         |
| 1997–98                  | Tatiana Navka Nikolai Morozov        | ?                                    | ?                                  |                         |
| 1998–00                  | ?                                    | ?                                    | ?                                  |                         |
| 2000–01 (detalhes)       | Alissa de Carbonnel Alexander Malkov | nenhum outro competidor              | nenhum outro competidor            |                         |
| 2001–02 (detalhes)       | Alissa de Carbonnel Alexander Malkov | nenhum outro competidor              | nenhum outro competidor            |                         |
| 2002–03 (detalhes)       | Anna Galchenyuk Alexandr Cherniayev  | nenhum outro competidor              | nenhum outro competidor            |                         |
| 2003–04 (detalhes)       | Anna Galcheniuk Oleg Krupen          | Veronika Stepchenkova Sergei Pushkin | nenhum outro competidor            |                         |
| 2004–05 (detalhes)       | Anna Galcheniuk Oleg Krupen          | Veronika Stepchenkova Sergei Pushkin | Aleksandra Maksimova Egor Maistrov |                         |
| 2005–06 (detalhes)       | Julia Tereshenko Oleg Krupen         | Aleksandra Maksimova Egor Maistrov   | Azaliya Mazynskaya Sergei Plishkin |                         |
| 2006–07 (detalhes)       | Egvenia Melnik Oleg Krupen           | Aleksandra Maksimova Yahor Maistrou  | Lesia Valadzenkava Vitali Vakunou  |                         |
| 2007–08 (detalhes)       | Ksenia Shmirina Egor Maistrov        | Egvenia Melnik Oleg Krupen           | Hanna Asadchaya Dmitry Lamtiugin   |                         |
| 2008–09 (detalhes)       | Ksenia Shmirina Egor Maistrov        | nenhum outro competidor              | nenhum outro competidor            |                         |
| 2009–10 (detalhes)       | Lesia Valadzenkava Vitali Vakunov    | Viktoria Kavaliova Yurii Bieliaiev   | nenhum outro competidor            | nenhum outro competidor |
| Minsk 2010–11 (detalhes) | Lesia Valadzenkava Vitali Vakunov    | Viktoria Kavaliova Yurii Bieliaiev   | Hanna Asadchaya Sergei Pushkin     |                         |
| 2011–12 (detalhes)       | Lesia Valadzenkava Vitali Vakunov    | Viktoria Kavaliova Yurii Bieliaiev   | nenhum outro competidor            |                         |
| 2012–13 (detalhes)       | Lesia Valadzenkava Vitali Vakunov    | Viktoria Kavaliova Yurii Bieliaiev   | nenhum outro competidor            |                         |
| Minsk 2013–14 (detalhes) | Viktoria Kavaliova Yurii Bieliaiev   | Lesia Volodenkova Vitali Vakunov     | Kristsina Kaunatskaia Yan Lukouski |                         |
| Minsk 2014–15 (detalhes) | Viktoria Kavaliova Yurii Bieliaiev   | Kristsina Kaunatskaia Yan Lukouski   | Violetta Shostak Pavel Sokolov     |                         |
| Minsk 2015–16 (detalhes) | Viktoria Kavaliova Yurii Bieliaiev   | nenhum outro competidor              | nenhum outro competidor            |                         |
| Minsk 2016–17 (detalhes) | Viktoria Kavaliova Yurii Bieliaiev   | Krystsina Kaunatskaya Yuri Hulitski  | Adelina Zvezdova Uladzimir Zaitsau |                         |
| Minsk 2017–18 (detalhes) | Wang Shiyue Liu Xinyu                | Anna Kublikova Yurij GGulitskij      | nenhum outro competidor            |                         |

### Patinação sincronizada
| Evento             | Ouro                                        | Prata                                       | Bronze                                      |
| 2005–06 (detalhes) | Gloria                                      | nenhum outro competidor                     | nenhum outro competidor                     |
| 2006–07 (detalhes) | Gloria                                      | nenhum outro competidor                     | nenhum outro competidor                     |
| 2007–08 (detalhes) | Gloria                                      | Victoria                                    | nenhum outro competidor                     |
| 2008–09            | Não houve disputa de patinação sincronizada | Não houve disputa de patinação sincronizada | Não houve disputa de patinação sincronizada |
| 2009–10 (detalhes) | Gloria                                      | nenhum outro competidor                     | nenhum outro competidor                     |
| 2010–11 (detalhes) | Gloria                                      | nenhum outro competidor                     | nenhum outro competidor                     |
| 2011–12 (detalhes) | Gloria                                      | nenhum outro competidor                     | nenhum outro competidor                     |
| 2012–18            | Não houve disputa de patinação sincronizada | Não houve disputa de patinação sincronizada | Não houve disputa de patinação sincronizada |